# Río Mayo (Pérou)
Pour les articles homonymes, voir Río Mayo.
Le Río Mayo est une rivière du Pérou. Elle prend sa source dans le département de Libertad, à environ 65 kilomètres nord-est de San-Juan-de-la-Frontera, et se jette dans le Río Huallaga, après un cours de 230 kilomètres.